# Сакура
Сакура (јап. 佐倉市) град је у Јапану у префектури Чиба. Према попису становништва из 2005. у граду је живело 171.246 становника.

## Становништво
Према подацима са пописа, у граду је 2005. године живело 171.246 становника.
| 1995.   | 2000.   | 2005.   |
| ------- | ------- | ------- |
| 162.624 | 170.934 | 171.246 |